# Die Konservenbraut
Die Konservenbraut ist ein deutsches Stummfilmlustspiel aus dem Jahr 1915 von Robert Wiene.

## Handlung
Im Mittelpunkt des Geschehens steht ein von den bei ihm angestellten Frauen umschwärmter, hoch attraktiver Konservenfabrikant. Während die Damen ihn unentwegt anschmachten, hat der Prokurist, ein überzeugter Junggeselle, im Betrieb die ganze Arbeit am Hals. Da nur er den großen Durchblick besitzt, muss er eines Tages konstatieren, dass das Unternehmen kurz vor der Pleite steht. Da kommt ihm eine geniale Idee: Der Prokurist inseriert in einer Zeitung und kündigt an, dass der Restposten von 300.000 Konservendosen zum Verkauf stünde, und dass sich in drei dieser Büchsen ein Zettel befinde, der der glücklichen Gewinnerin die Ehe mit dem schönen Fabrikbesitzer garantiere. Da dieser aber natürlich nicht alle drei heiraten kann, gewinnt nur diejenige, die als erste mit dem Zettel im Kontor erscheine.
Die Idee verfehlt ihre Wirkung nicht, und in kürzester Zeit sind viele Dosen verkauft. Auch bei der weiblichen Belegschaft sind die Büchsen heiß begehrt, jede ledige Frau will unbedingt die Konservenbraut werden. Die erste Zettelfinderin ist eine recht rundliche, ältliche, verwitwete Gastwirtin, die zweite eine bildhübsche junge Schauspielerin. Die betagte Gastwirtsfrau eilt bereits in den frühen Morgenstunden zur Fabrik und kommt als erste an. Da das Objekt der Begierde, der Fabrikchef, noch nicht zugegen ist, muss sie im Vorzimmer warten. Sie nimmt Platz … und schläft ein. Inzwischen ist jedoch die attraktive Künstlerin eingetroffen, die vom eintrudelnden Fabrikchef sofort zu seiner Verlobten erklärt wird. Kurz darauf wacht die Witwe – zu spät! – wieder auf. Doch sie will sich nicht einfach so ausbooten lassen und pocht auf das Recht der Erstangekommenen. Sie will diesen Mann unbedingt haben!
Zwischen beiden Frauen entbrennt ein Streit um den Konservenfabrikanten, und am Ende verlassen beide Frauen wutentbrannt das Kontor, nicht ohne vorher wilde Flüche und Racheschwüre ausgestoßen und mit juristischen Konsequenzen gedroht zu haben. Der derart Begehrte schickt nun seinen besten Mann, den Prokuristen, los, um bei der Witwe, die ja nun tatsächlich als erste da war, um die Hand anzuhalten. Ein weiterer Mann, genannt der Reisende, muss zur Schauspielerin, um sie mit warmen Worten des Trostes milde zu stimmen. Dem Prokuristen leuchten die Augen, als er gerade bei der Witwe ist, denn er liest in ihrem Sparbuch die stolze Summe von 165.000 Mark. Damit wäre das Unternehmen saniert, denkt er sich. Plötzlich wird diese Frau hochinteressant. Der Farbikchef hat derweil vor seinen Angestellten eine Rede gehalten und anlässlich der anstehenden Verlobung jeder der Mitarbeiterinnen ein kleines Geschenk angekündigt. Praktisch und sparsam, wie der Prokurist veranlasst ist, schlägt er vor, jedem der Angestellten eine Konservenbüchse zu schenken. Der Reisende wiederum hat sich bei seiner Tröstermission in die Schauspielerin verliebt, die seine Gefühle erwidert. Damit muss er diese Dame nicht weiter besänftigen und kann sie von juristischen Schritten gegen seinen Boss abhalten. 
Da nun plötzlich die Wirtin und der Prokurist ein Paar zu werden scheinen, steht dieser nunmehr ganz ohne Braut für seinen Chef da … wären da nicht die als Verlobungspräsent an die Mitarbeiterinnen verteilten Restdosen, von denen eine noch den dritten kleinen, weißen Zettel enthalten müsste. Die meisten Damen sind zutiefst betrübt, dass ihr beliebter Chef demnächst unter die Haube kommt, und vor allem eine, die immer schluchzt, ist untröstlich. Als einer der Mitarbeiter ihr ihre Geschenk-Büchse überreicht, donnert sie diese wutentbrannt auf den Boden. Dabei geht die Konservendose auf, und der letzte Zettel fällt heraus. Damit ist auch endlich der heiß begehrte Firmenchef weg vom Heiratsmarkt.

## Produktionsnotizen
Die Konservenbraut entstand im Messter-Filmatelier in Berlins Blücherstraße 32, passierte die Zensur im April 1915 und erlebte seine Uraufführung vermutlich wenig später. Am 21. Juni 1915 lief der Film in Dänemark an, am 17. September desselben Jahres in Österreich-Ungarn. Die Länge des Dreiakters betrug 1063 Meter. 

## Kritik
„Wieder einmal ein Lustspiel, bei dem man aus dem Lachen nicht herauskommt. Keine verzerrten Groteskfiguren, sondern Menschen, wie sie das Leben tausendfach zeitigt, sind die urdrolligen Helden einer Geschichte, die heiter genug ist, um schon in schlichter Erzählung auf unsere Lachnerven zu wirken.“